# Margarethenhof (Flensburg)

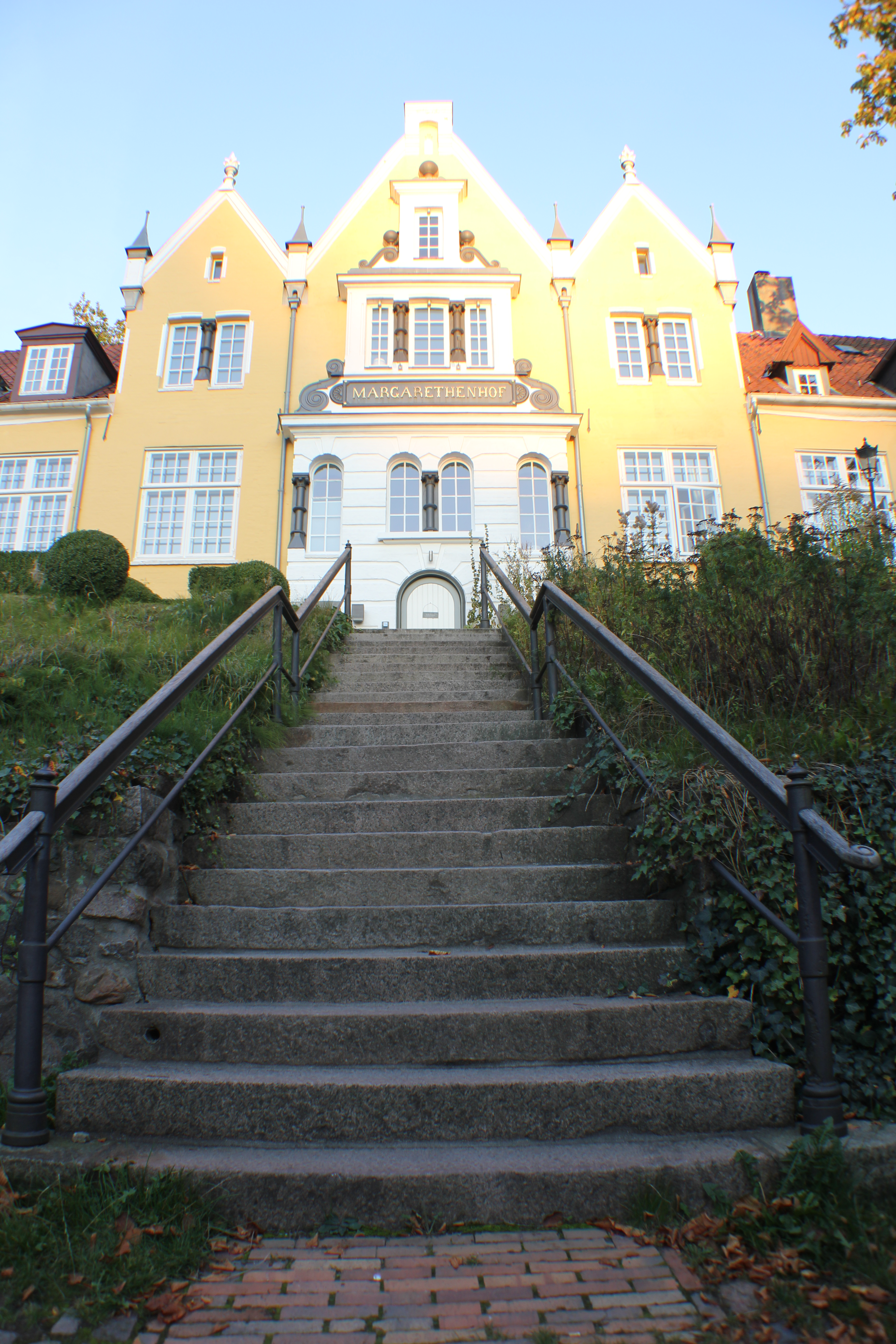
Der Margarethenhof in Flensburg (2013)

Der Margarethenhof (dänisch: Margrethegård) ist ein Gebäudekomplex im Stadtteil Jürgensby der Stadt Flensburg. Der Hof gehört zu den eingetragenen Kulturdenkmalen der Stadt Flensburg. Er ist Teil der Rum & Zucker Meile.

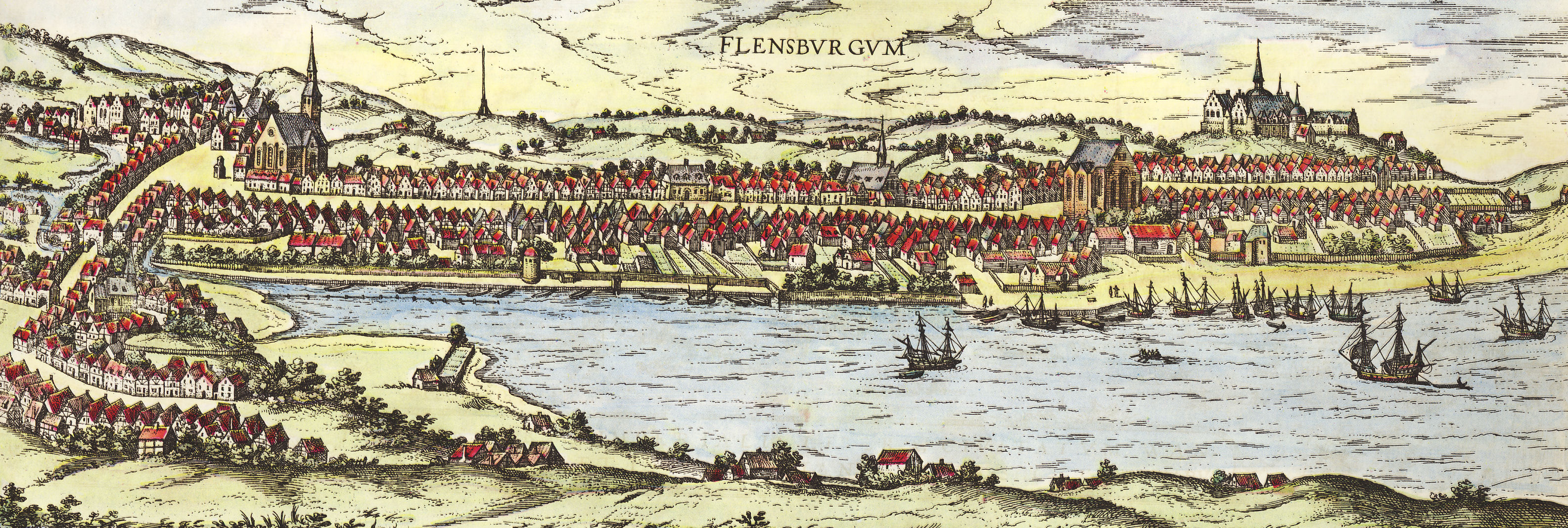
Stadtansicht Flensburgs von Braun und Hogenberg, die ungefähr zwischen 1572 und 1618 entstand, und auf der eventuell der Hof schon zu sehen ist.

## Geschichte
Seit wann genau der Margarethenhof existiert, ist nicht bekannt. In der Stadtansicht von Braun und Hogenberg, die ungefähr zwischen 1572 und 1618 entstand, ist aber schon ein bei Jürgensby abgelegener Hof am Ufer der Flensburger Förde zu erkennen, bei dem man vermutet, es könnte der Vorläufer des heutigen Hofes sein. Bezeugt ist der Hof seit dem Jahr 1609, damals war der Hof im Besitz der Familie Lange. In der Folgezeit wechselte der Hof häufig seinen Besitzer.
Im 18. Jahrhundert wandelte sich der Hof zum Unternehmensstandort, als Peter Holst den Hof im Jahr 1759 erwarb und dort begann, eine Seifensiederei zu betreiben. Ab dem Jahr 1762 beheimatete der Hof eine Zuckersiederei, weshalb der Hof Zuckerhof genannt wurde. Aus Dänisch-Westindien wurde Rohzucker importiert und zu Zucker, Kandis und Sirup weiterverarbeitet. Im Jahr 1844 erwarb der Kaufmann Nikolaus Jepsen den Hof und benannte ihn nach seiner Schwiegermutter Margarethe Rottmann (* 1780; † 1846), da die Kaution für den Kauf des Hofes von ihrem Ehemann, dem Kaufmann, Reeder und russischen Vizekonsul Friedrich Wilhelm Funke, gestellt worden war. Beim nunmehr Margarethenhof genannten Hof wurde unter Nikolaus Jepsen eine Eisengießerei eingerichtet. Verlandetes Land vor dem Hof diente hier ebenfalls als Baugrund der Gießerei. Im Jahre 1882 wurde der Hof vom preußischen Architekten Richard Plüddemann, der auch Flensburgs Gericht (vgl. Amtsgericht Flensburg und Landgericht Flensburg) gestaltete, zu einer Fabrikantenvilla umgebaut. 1896 fertigte die erwähnte Eisengießerei unter anderem die Leuchttürme Rinkenis, Laagmai und Schottsbüll, die auf der Nordseite der Flensburger Förde aufgestellt wurden.
Im Zweiten Weltkrieg wurde der nördliche Speicher, der aus dem Jahr 1761 stammte, während eines Bombenangriffes auf Flensburg getroffen und zerstört. Nachdem die Künstlerfamilie Appold, die seit 1978 die Nordhälfte bewohnte, bereits in den 1980er Jahren den damaligen Eigentümer, die Wohnungsbau Flensburg GmbH, dazu drängte, das Gebäude vor dem Verfall zu sichern, begann zur Jahrtausendwende schließlich eine umfassende Renovierung des Margarethenhofs, nachdem dieser mit der Auflage zur Sanierung an eine Bietergemeinschaft verkauft worden war. Dabei wurde 2001 bis 2002 die nördliche Doppelhaushälfte des Hauptgebäudes von Eiko Wenzel saniert, der als städtischer Denkmalpfleger über umfassende Erfahrung verfügte und seit über 30 Jahren den Margarethenhof bewohnte und bis heute bewohnt. Eiko Wenzel verantwortete zudem in Zusammenarbeit mit dem Planer Michael Krebs auch die Sanierung der Gesamten Außenfassade. Bei der Sanierung des Innenbereichs der südlichen Doppelhaushälfte in den Jahren 2003 bis 2004 stellte die Bekämpfung des Echten Hausschwamms eine große technische und wirtschaftliche Herausforderung dar, die Sanierung erbrachte hier der Architekt Wolfgang Sickert, der damals selbst diesen Teil des Margarethenhofs bewohnte; Familie Sickert hat die Südhälfte jedoch 2019 weiterveräußert.
Die neue Eigentümerin bot im Jahr 2022 die südliche Doppelhaushälfte des Haupthauses mit einer Kaufpreisforderung von 1,9 Mio. € erneut zum Kauf an, was über diverse Kanäle offensiv kommuniziert wurde und für öffentliches Aufsehen in Flensburg sorgte. Dabei führte die Tatsache, dass für dieselbe Doppelhaushälfte, die vor erst drei Jahren für 980.000 € veräußert worden war, nun der doppelte Kaufpreis verlangt wurde, zu einer kontroversen Debatte, in welche sich auch die Alteigentümerfamilie Sickert einschaltete.
1995 und 2003 entstand zudem der neugestaltete Vorplatz vor dem Margarethenhof mit seiner Bebauung.

## Denkmalschutz
Der gesamte Margarethenhof unterliegt einem umfassenden Denkmalschutz. Dies betrifft sowohl den Außen- als auch den Innenbereich der beiden Doppelhaushälften des Haupthauses (gesamtes Objekt), sowie des Speichers und des Torhauses. Alle Veränderungen im Außen- und auch im Innenbereich bedürfen daher der Zustimmung der Denkmalpflege. Darüber hinaus besteht ein Ensemble-Denkmalschutz als Kulturdenkmal für die Sachgesamtheit Margarethenhof (Beide Doppelhaushälften des Haupthauses, das Torhaus, der Speicher und das ehemalige Gärtnerhaus), weshalb Maßnahmen nur in gegenseitiger Absprache aller fünf Teileigentümer möglich sind. Außerdem steht auch der Garten als Gründenkmal unter Denkmalschutz; er beherbergt zudem mehrere Naturdenkmäler.

## Spielplätze im ehemaligen Margarethengarten
Im Bereich des ehemaligen Wirtschaftsgartens des Margarethenhofs, unmittelbar südöstlich des Haupthauses befinden sich heute mehrere sehr beliebte und belebte Spielplätze für Kinder, und Jugendliche die beide wegen ihrer zentralen Lage und im dicht bewohnten und sozial stark durchmischen Johannisviertel von der jeweiligen Altersgruppe gut angenommen werden und damit eine wichtige soziale Funktion erfüllen; denn der Margarethenpark bietet in größerem Umkreis für Kinder die einzige Möglichkeit für naturnahes Spielen und Toben. Daher wurde 2014 das „Entwicklungskonzept Margarethenpark“ aufgestellt, um die dort vorhanden vielfältigen und zum Teil auch widerstreitenden Nutzungsansprüche soweit möglich miteinander zu vereinen.